# کلیسا (ساختمان)
ساختمان کلیسا ساختمانی است که هدف اصلی آن تسهیل ملاقات میان مسیحیان است. در بدو تاریخ مسیحیت، مسیحیان یهودی در کنیسه‌های یهودی و در خانه‌های یکدیگر دیدار می‌کردند. با رشد مسیحیت و پذیرفته شدن آن توسط دولت‌ها، اتاق و در نهایت کل ساختمانی به منظور مراسم مذهبی مسیحیان کنار گذاشته شد.
ساختمان کلیساهای سنتی به صورت یک صلیب و اغلب دارای یک برج یا گنبد (طاق) می‌باشد.

## نگارخانه

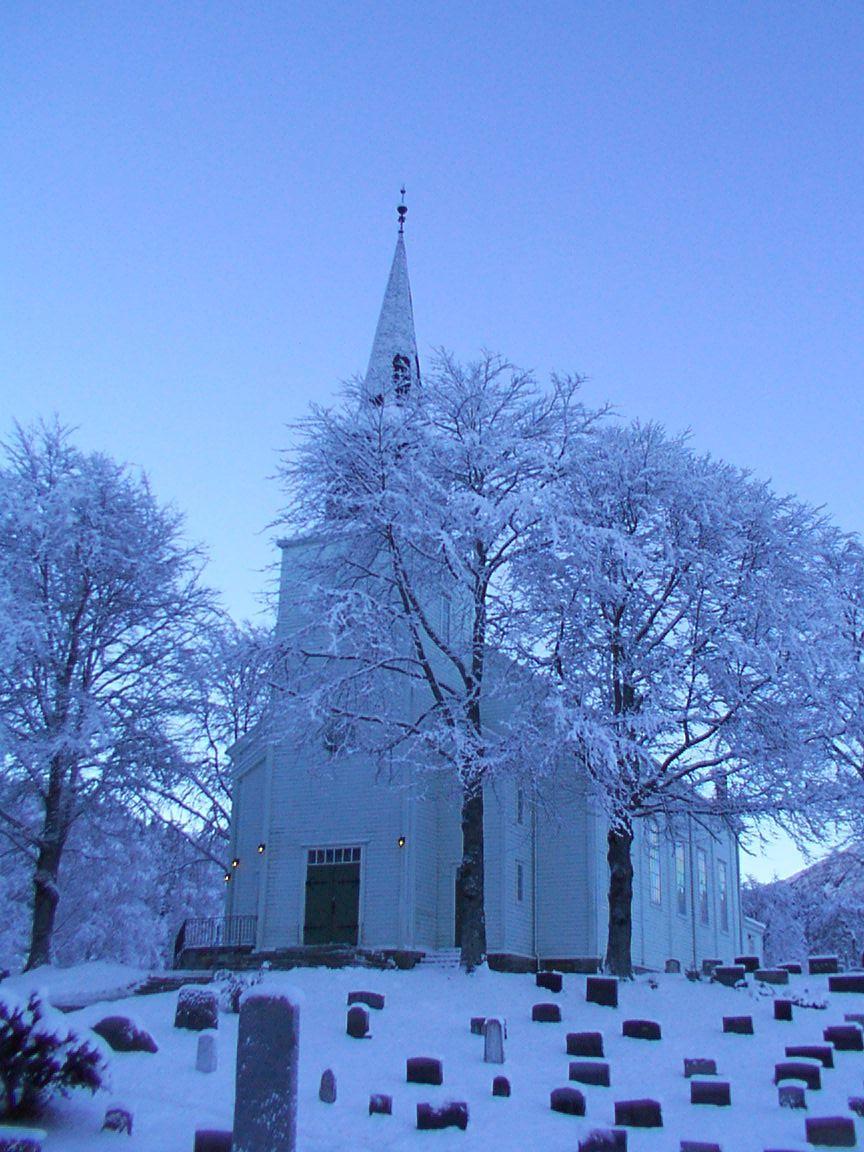
کلیسای پروتستان در نروژ
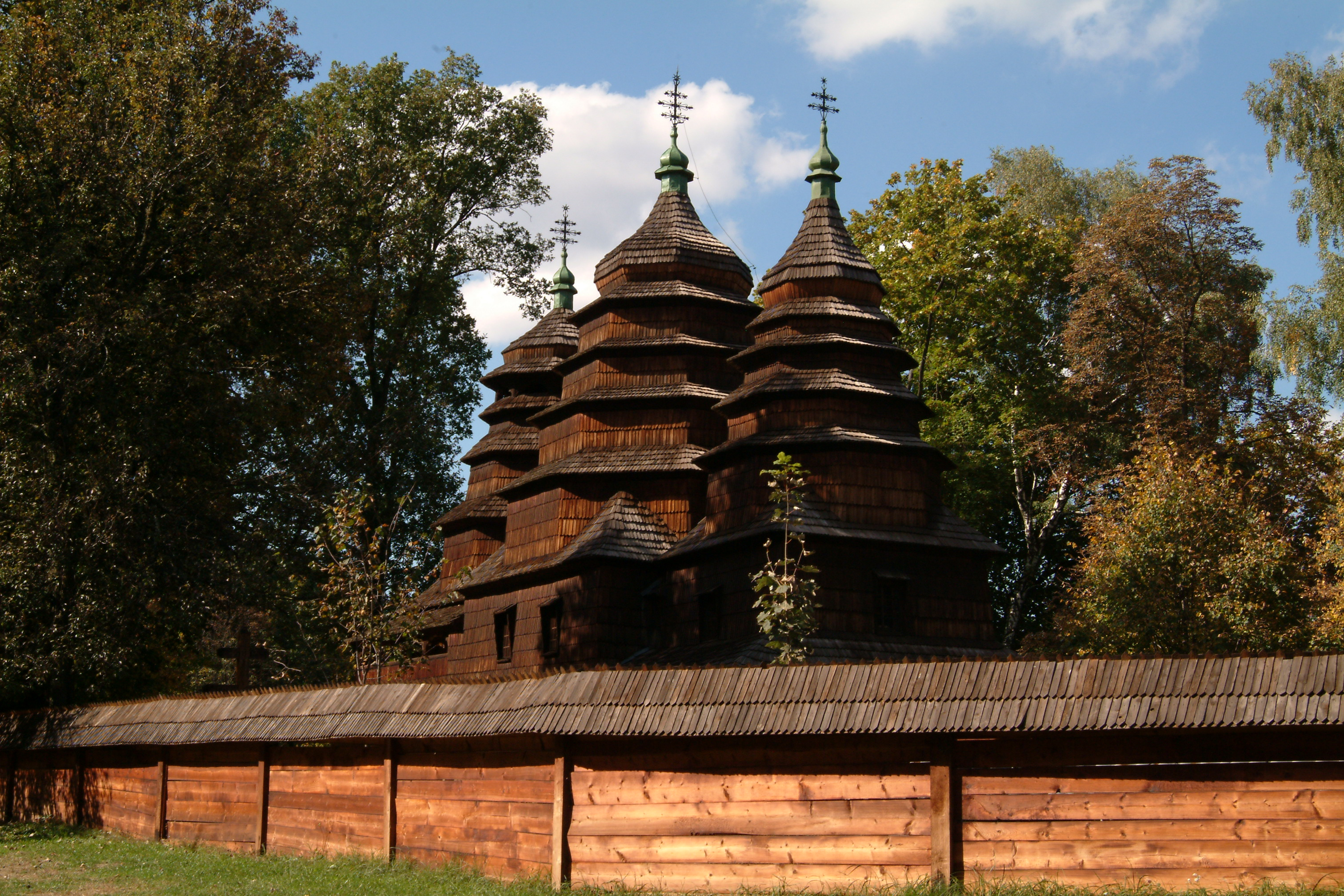
کلیسا چوبی در اوکراین
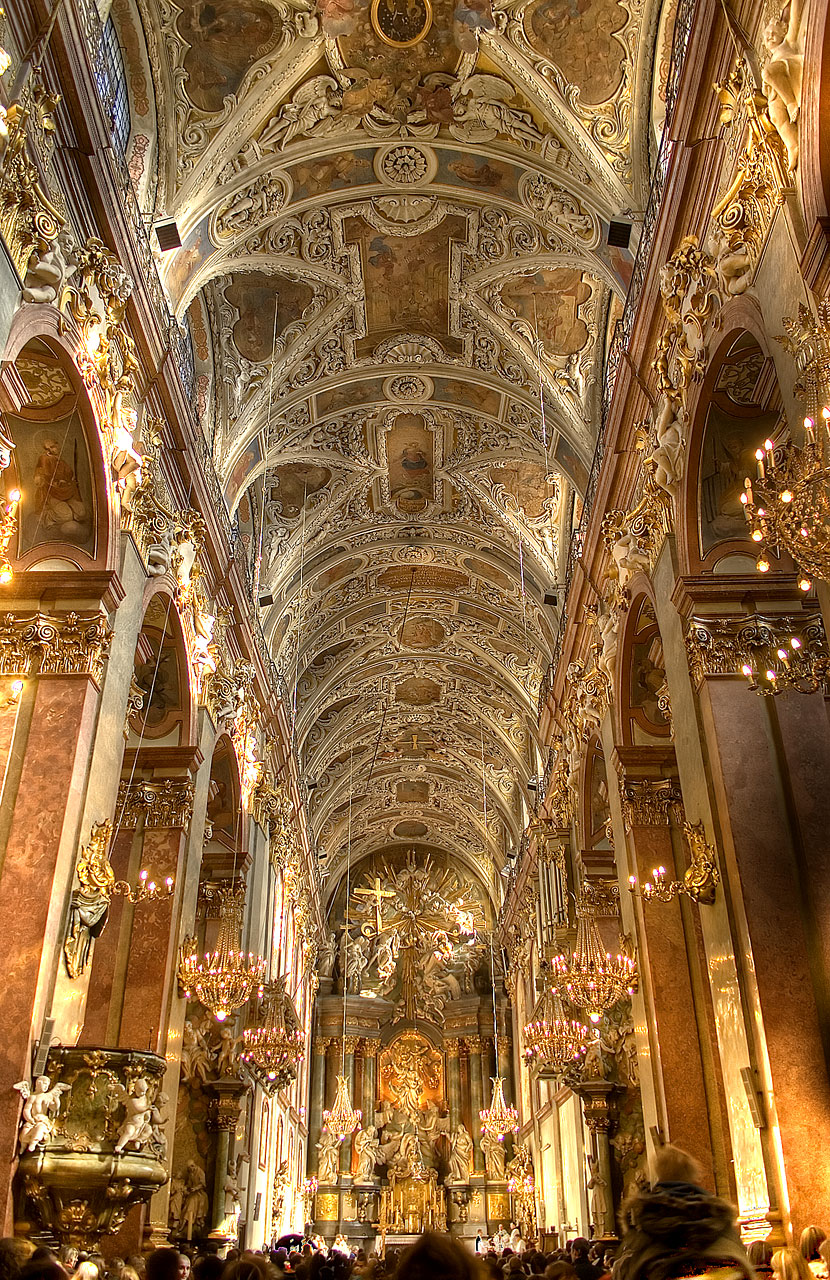
کلیسای یاسنا گورا در لهستان
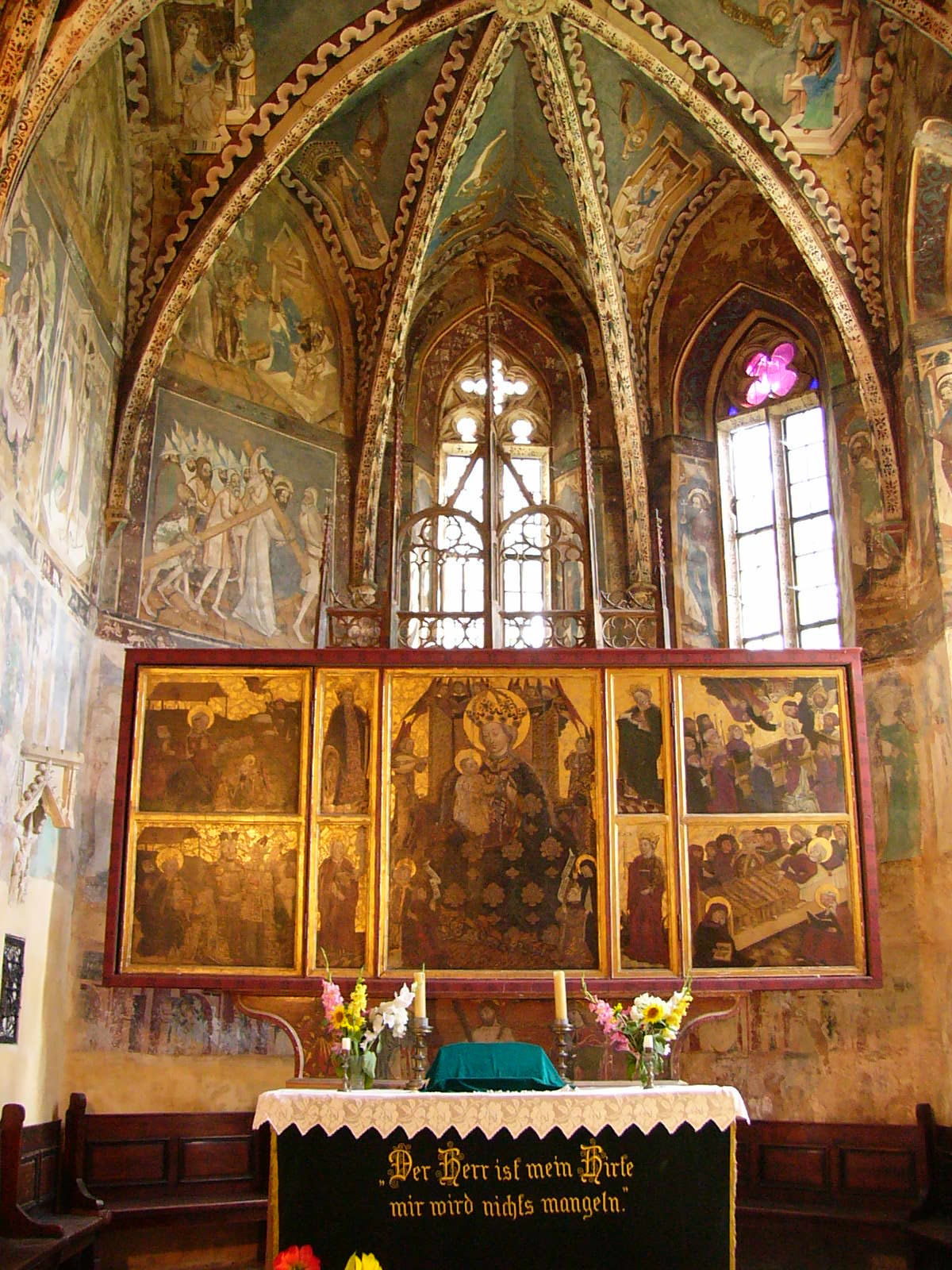
کلیسا میلانکراو در رومانی
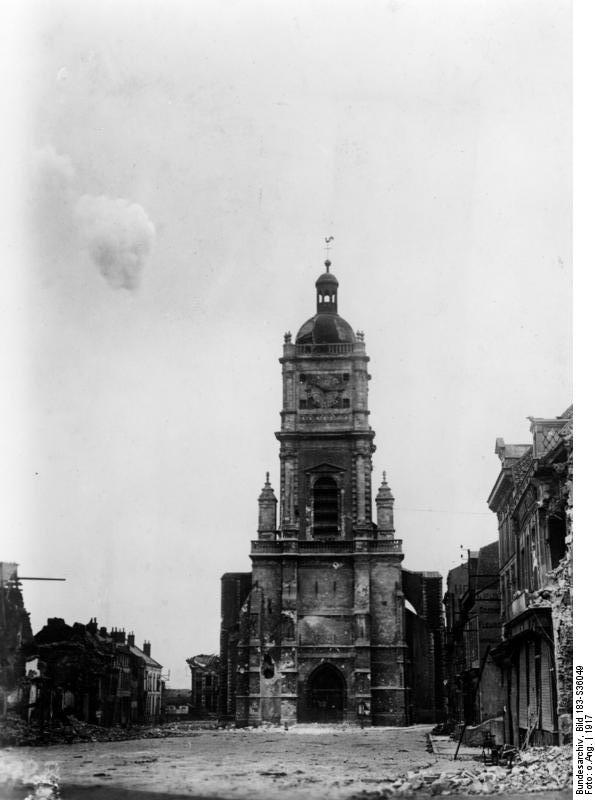
کلیسایی در فرانسه - جنگ جهانی اول
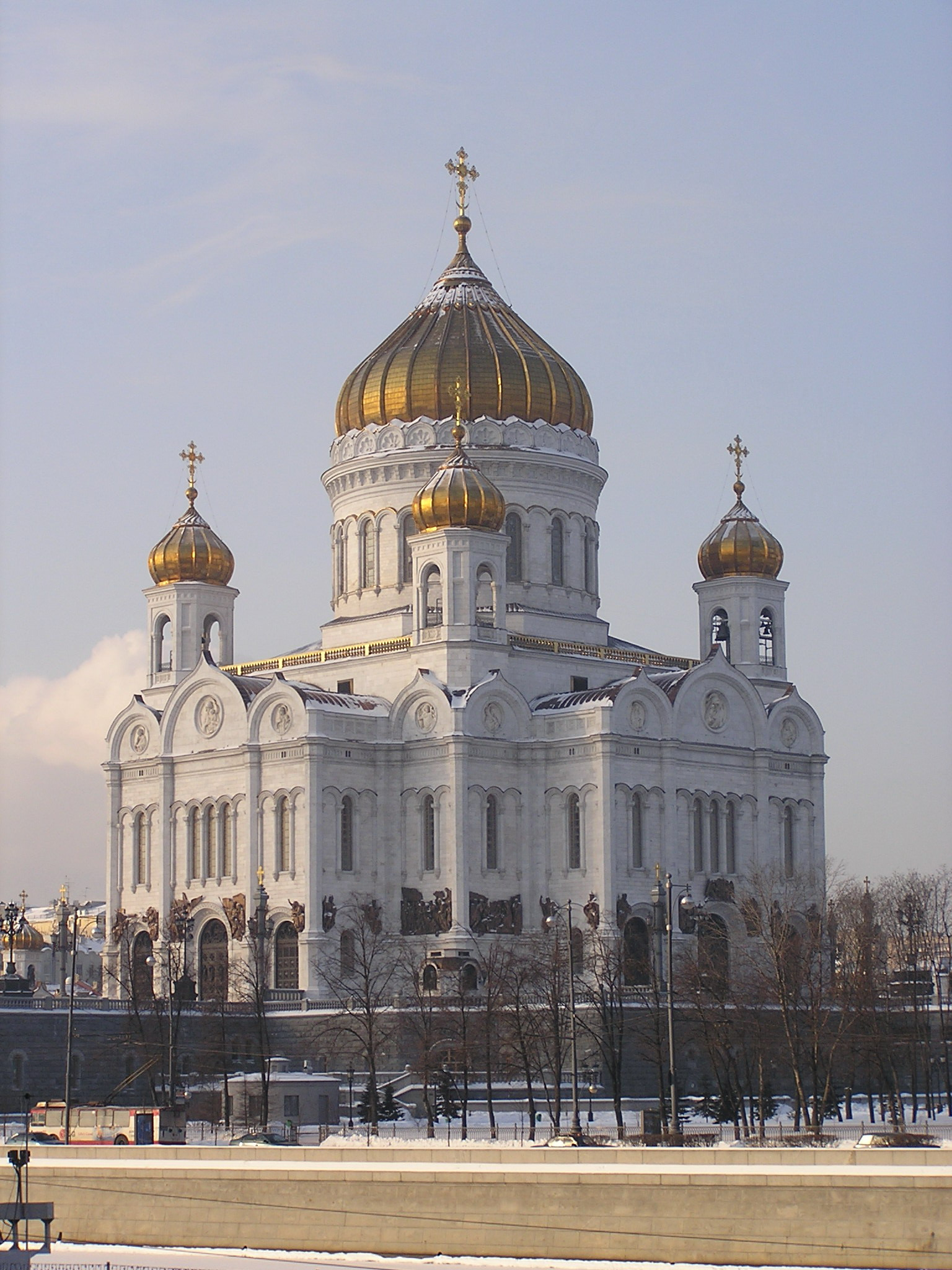
کلیسای جامع در مسکو
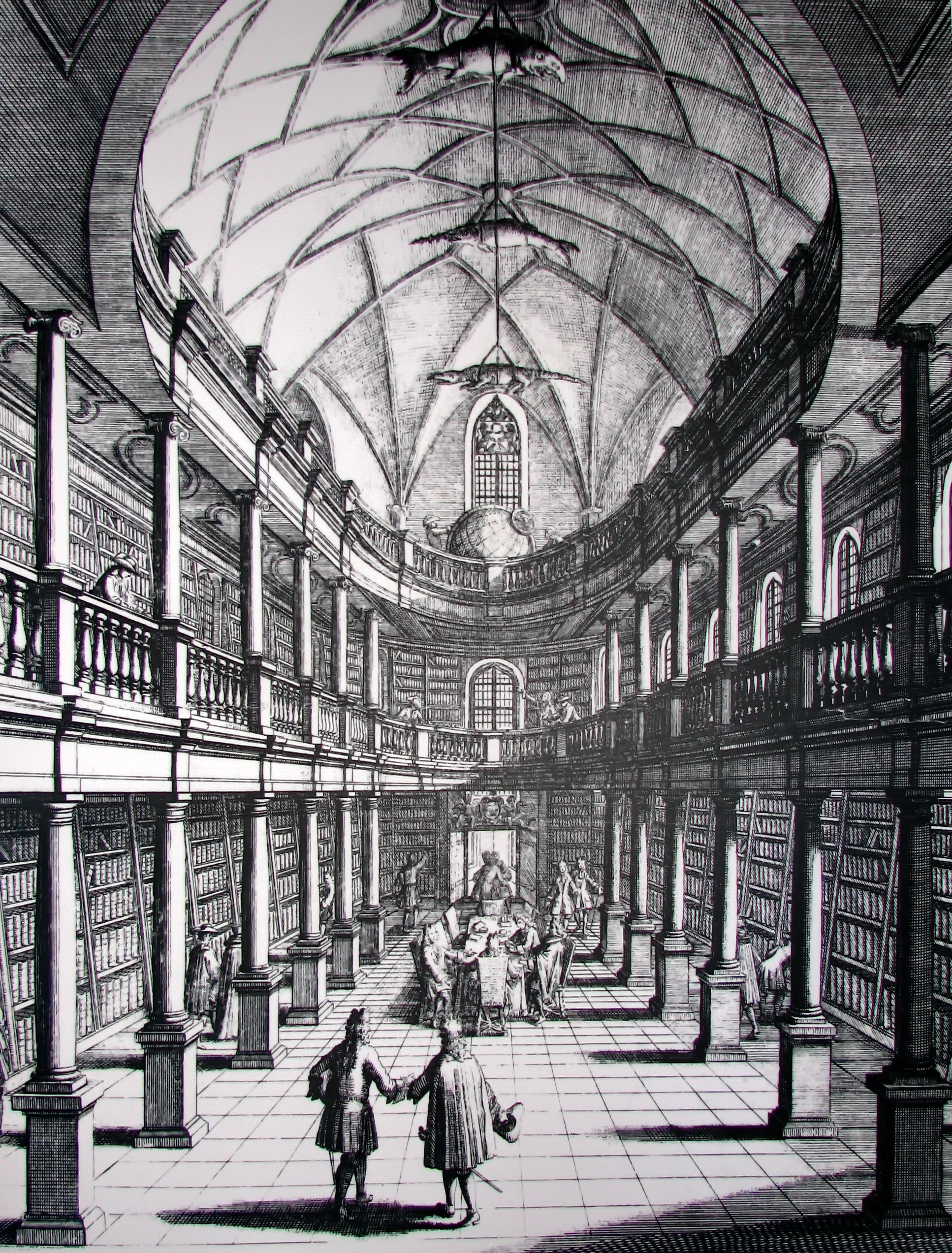
کلیسای واسرکیرشه در زوریخ (سوئیس)، استفاده به عنوان کتابخانه عمومی (1634-1917)
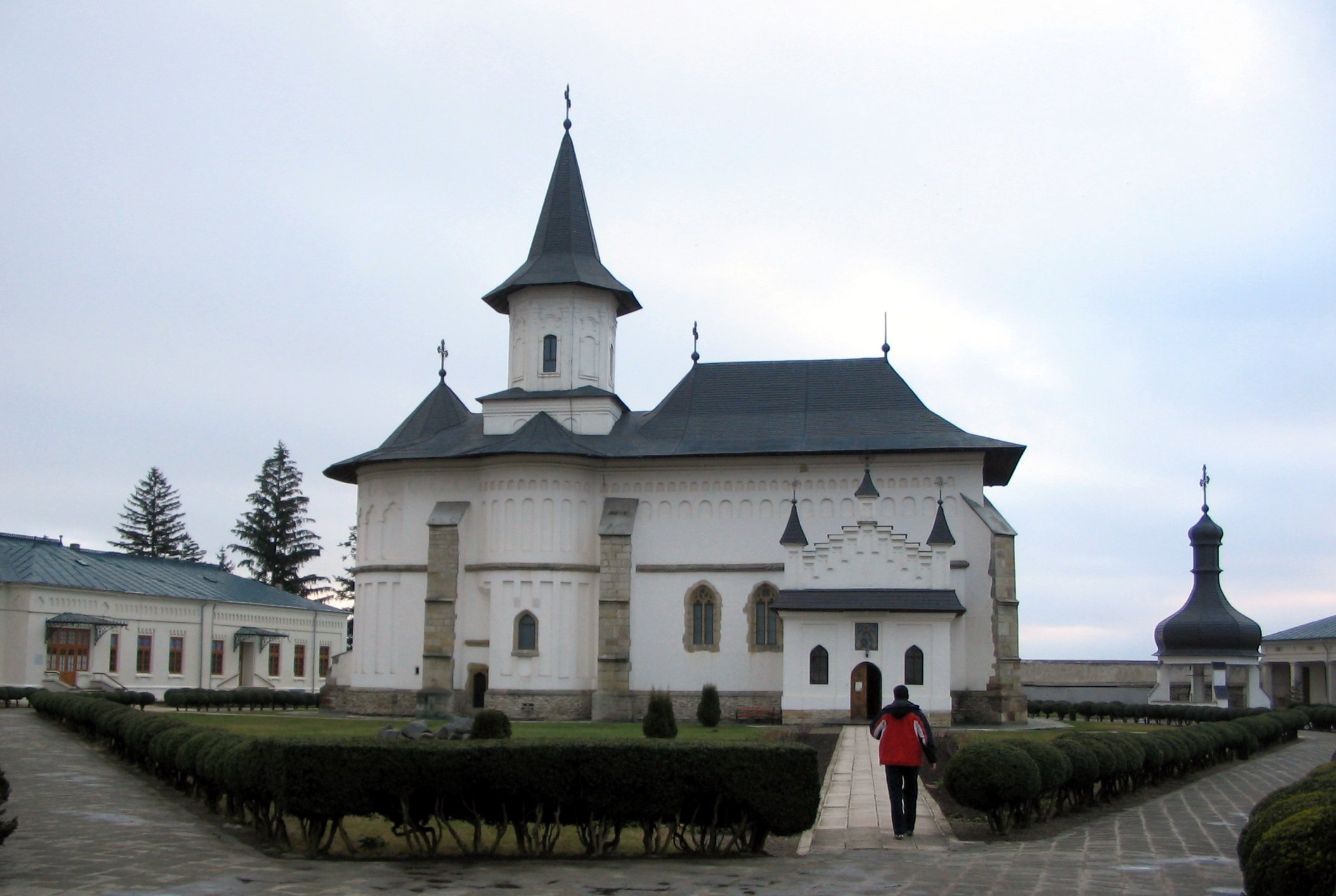
کلیسای جامع ارتدوکس در رومانی
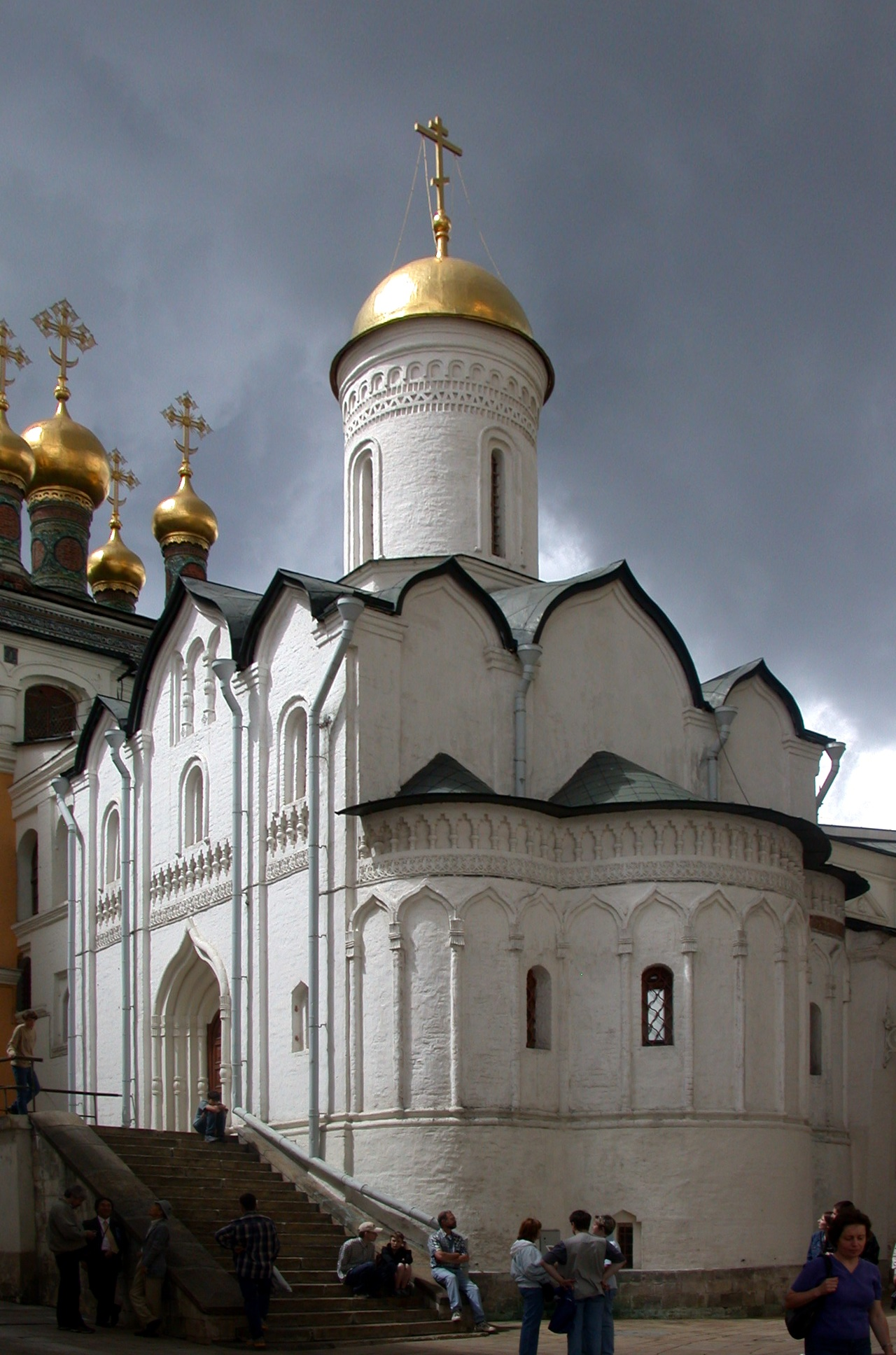
کلیسایی در مسکو
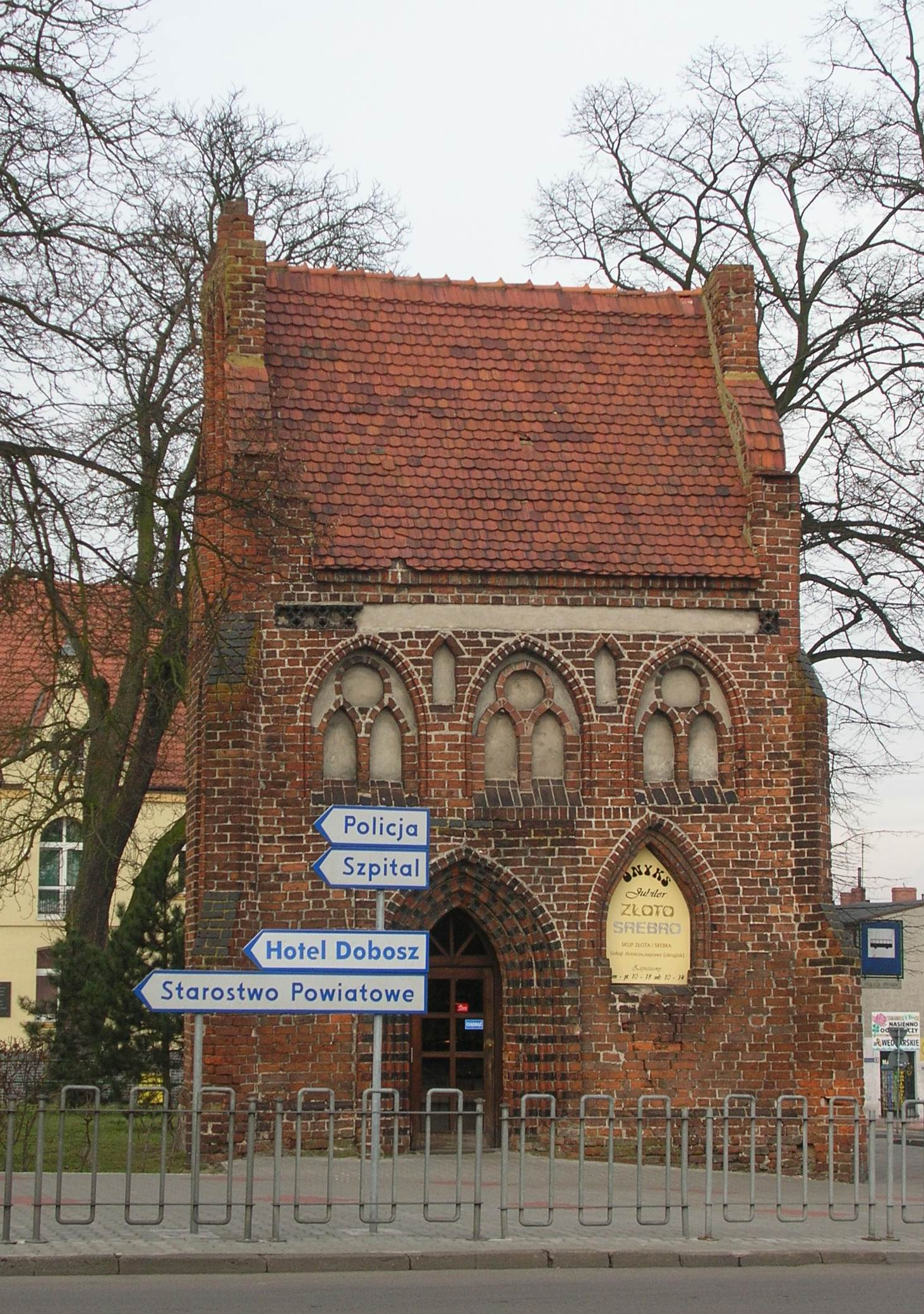
بخشی از کلیسای سابق گوتیک سنت ماری در لهستان
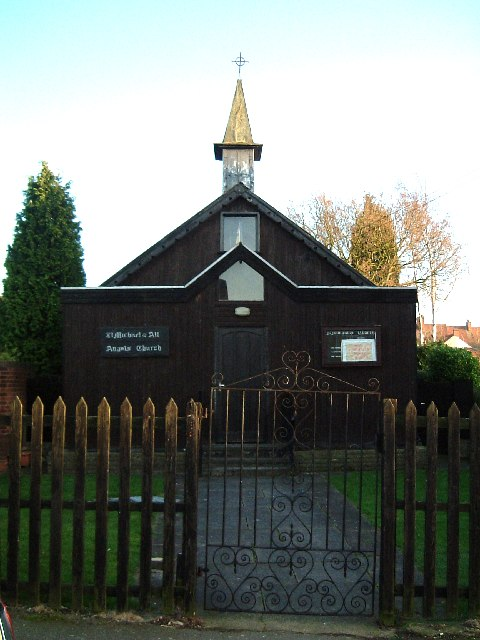
کلیسای سنت مایکل و همهٔ فرشتگان در انگلیس
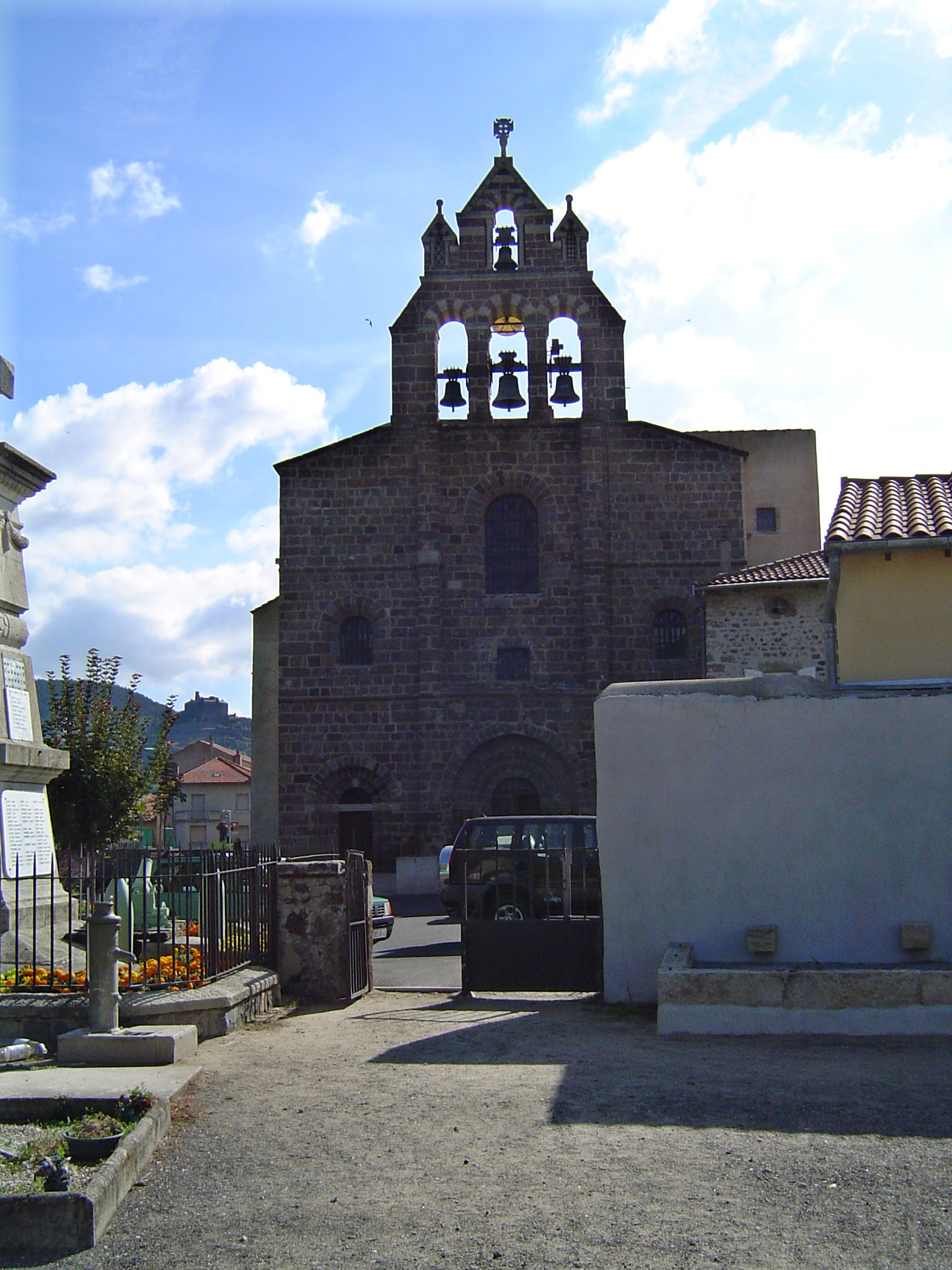
کلیسایی در فرانسه